# Agustina Vivero
Agustina Elvira Vivero (Corrientes, 6 de mayo de 1991) es una licenciada en comunicación audiovisual e influencer de internet argentina que es popularmente conocida por su seudónimo Cumbio.
Fue en un tiempo apodada en su país como «la reina de los floggers», ya que se le atribuye el haber elevado a la fama a esa tribu urbana gracias a su fotolog, y el haber sido la iniciadora y organizadora de encuentros de los miembros de dicha tribu.
Su fama trascendió los límites de la Argentina, llegando a ser entrevistada por el diario estadounidense New York Times y el diario español El País.
Más de 100 mil usuarios la tuvieron entre sus favoritos y recibió más de 30 millones de visitas desde que abrió su fotolog en 2006. En el año 2008 escribió el libro Yo, Cumbio, donde relata la historia de su vida. Desde mediados del 2010 ocupó el rol de columnista en el programa Vértigo en el aire, del canal argentino Telefé. Desde el año 2013 trabaja como asistente, detrás de cámaras, en Almorzando con Mirtha Legrand.

## Biografía
Nació en la ciudad de Corrientes como toda su familia pero una vez que nació se mudó a Buenos Aires.
Aunque nació en Corrientes, vivió casi toda su vida en el barrio porteño de San Cristóbal.
Su apodo se debe a que iba a un colegio donde los alumnos tenían una orientación musical mayoritaria hacia el rock y pop, pero a ella siempre le gustó la cumbia, entonces una de sus amigas deformó el nombre al masculino, quedando el de Cumbio.
Cumbio comenzó a utilizar Fotolog en 2006, donde subía fotos e intercambiaba firmas con algunas de sus amistades y llegó a recibir alrededor de 30 000 visitas por día.
En junio de 2008 su popularidad aumentó al comenzar a organizar las reuniones donde convocaba a los miembros de la tribu urbana, reuniéndose en el Shopping Abasto de Buenos Aires. Convocaba a cientos de adolescentes. Además, se comenzaron a organizar en diferentes discotecas las denominadas "fiestas floggers", consiguiendo reunir en algunas de ellas hasta cinco mil personas.
Varios años después, en 2021, opinaría que su Fotolog empezó a crecer por dos motivos. Uno fue que ya había pasado por tres colegios y, siendo de cosechar amigos, muchos la seguían. Y la segunda, que cree le dio algo distintivo, es que subía fotos besándose con su novia de ese momento, lo cual provocó dos efectos opuestos: En esa época no se hablaba de esos temas en las casas y muchas chicas me escribían para decirme que les pasaba lo mismo pero siempre habían creído que eso no era posible: una chica de novia con otra chica. El otro efecto de mostrarse abiertamente lesbiana fue una gran violencia de parte de quienes no toleraban estas actitudes: Me daba miedo ver las caras de algunos cuando decía que era lesbiana, cómo me trataban, así que al principio decía que era bisexual, mentira. Creo que la sociedad no estaba preparada para lo que fue Cumbio.
Entre 2008 y 2009 comenzó a aparecer en numerosos programas televisivos reconocidos a nivel nacional, como Showmatch (en Canal 13) y Tiene la palabra, y además suscitó el interés de la prensa, tanto nacional (fue entrevistada en la revista Rolling Stone) como internacional cuando el diario neoyorquino New York Times, bajo el título de "In Argentina, a Camera and a Blog Make a Star" (en castellano: "En la Argentina, una cámara y un blog hacen una estrella"), eligió a Cumbio como el perfil de sábado. A este diario se le sumó "El País", de España, con una nota salida en junio de 2009.
Su popularidad y respeto por parte de otros jóvenes de su edad ayudaron a que fuese elegida en algunas oportunidades para difundir entre los adolescentes cuestiones relacionadas con los temas que les interesaban. Por ello, el gobierno de la ciudad de Buenos Aires aprovechó su popularidad para que entrevistara a adolescentes y que esas entrevistas fueran divulgadas en videos.
El 4 de diciembre de 2008 publicó un libro llamado "Yo Cumbio", una autobiografía donde relata los orígenes de la moda flogger, el salto a la fama y su relación con la misma. Participó de la obra teatral "¿Dónde van los sueños?", una comedia musical interpretada por una compañía de jóvenes actores.
En lo comercial, Cumbio fue elegida como cara de Nike para la publicidad de una línea de ropa y de South One, una marca de zapatillas. Tiene su propia línea de cosméticos, que llevan su apodo como marca. En junio de 2008 se convirtió en la primera flogger con indumentaria propia: ChupinChupinn.
Durante 2010 ocupó el rol de columnista en el programa "Vértigo en el aire", del canal argentino Telefe.
Estudió periodismo y como tarea entrevistó a Gabriela Michetti.
En 2011, la cineasta Andrea Yannino realizó el documental Soy Cumbio, sobre su vida y la cultura flogger, el cual fue presentado en el BAFICI en abril de ese año y que fue estrenado en forma masiva en septiembre de 2011.
En 2013 comenzó a trabajar como asistente de producción en el programa Almorzando con Mirtha Legrand. Allí se dio cuenta de que las redes sociales del programa no estaban siendo suficientemente bien utilizadas y se ofreció para mejorar ese medio de comunicación como productora de contenidos digitales.
Fue además asistente de producción de Gerardo Sofovich y en Tu cara me suena. Es CEO y fundadora de una agencia de comunicación digital llamada RUIDO. Junto a su equipo hizo el marketing digital (manejo de redes, diseño web, acciones de prensa) a Mirtha Legrand, Mariano Iudica, Jorge Rial, Marcelo Tinelli, Pamela David, de Polémica en el Bar y decenas de primeras marcas.

## Críticas
Cumbio ha recibido críticas de miembros de otras tribus urbanas (mayormente por parte de cumbieros, raperos y otros tipos) por haber conseguido fama fácilmente solo por tener un fotolog.
También algunos medios la atacaron acusándola de influir negativamente en las mujeres, haciéndoles creer que la bisexualidad era "algo así como una moda".